# 러시아의 공화국
러시아를 구성하는 85개의 행정 구역 가운데 22개는 공화국이다.
| 1. 아디게야 2. 알타이 3. 바시코르토스탄 4. 부랴티야 5. 다게스탄 6. 인구셰티야 7. 카바르디노발카리야 |  | 8. 칼미키야 9. 카라차예보체르케시야 10. 카렐리야 11. 코미 12. 마리옐 13. 모르도비야 14. 사하 |  | 15. 북오세티야-알라니야 16. 타타르스탄 17. 투바 18. 우드무르티야 19. 하카시야 20. 체첸 21. 추바시야 22. 크림 |

## 특징
러시아의 공화국들은 러시아어 외에도 그 공화국에서 지정한 언어를 공용어로 사용하고 있다. 러시아의 공화국들은 의회와 법률을 갖고 있다.

## 같이 보기
- 러시아의 주
- 러시아의 자치구
- 러시아의 자치주
- 러시아의 변경주
- 러시아의 연방시